# Mabel's Married Life
Mabel's Married Life és una pel·lícula muda de la Keystone dirigida per Charles Chaplin i protagonitzada per ell mateix i Mabel Normand. Es va estrenar el 20 de juny de 1914.

## Argument
Charlie seu en el parc amb Mabel, la seva esposa, però la deixa un moment per anar al bar ja que és un alcohòlic. Mentrestant és fora, un home alt i gros amb una raqueta la molesta i l'arrossega fins a la vora del llac. En tornar, malgrat donar-li cops de peu o colpejar-lo amb el bastó, l'home no s'immuta i continua cortejant Mabel. En aquell moment apareix la dona d'aquell home i els quatre discuteixen. Mabel vol colpejar la dona però acaba colpejant Charlie mentre la parella se'n va rient.
Mabel torna a casa humiliada i pel camí compra un maniquí de boxa que quan es colpeja retorna a la seva posició vertical per a què Charlie aprengui a defensar-la. Mentrestant Charlie va al bar a emborratxar-se on un home li fa befa de la seva manera de vestir. Aleshores apareix també l'home de la raqueta per ridiculitzar-lo. Charlie retorna a casa on Mabel ja és al llit i ha deixat el maniquí a l'entrada. Charlie, en el seu estat, el confon amb l'home amb qui s'ha enfrontat i el colpeja diverses vegades però en recuperar el maniquí la seva posició el fa caure cada cop. En aquell moment apareix Mabel i li fa veure que s'està barallant amb un maniquí i els dos riuen de la situació i es reconcilien.

## Repartiment
- Charles Chaplin (Charlie, marit de Mabel)
- Mabel Normand (Mabel)
- Mack Swain (Wellington, l'home de la raqueta)
- Eva Nelson (esposa de Wellington)
- Hank Mann (provocador del bar)
- Al St. John (recader de la botiga)
- Wallace MacDonald (recader de la botiga)
- Alice Davenport (veïna)
- Charles Murray (home en el bar)
- Harry McCoy (home en el bar)